# Adolphe Guillon
Pour les articles homonymes, voir Guillon.
Adolphe Irénée Guillon (ou René Guillon), né le 29 mars 1829 à Paris et mort le 24 juillet 1896 à Vézelay (Yonne), est un peintre et graveur français.

## Biographie

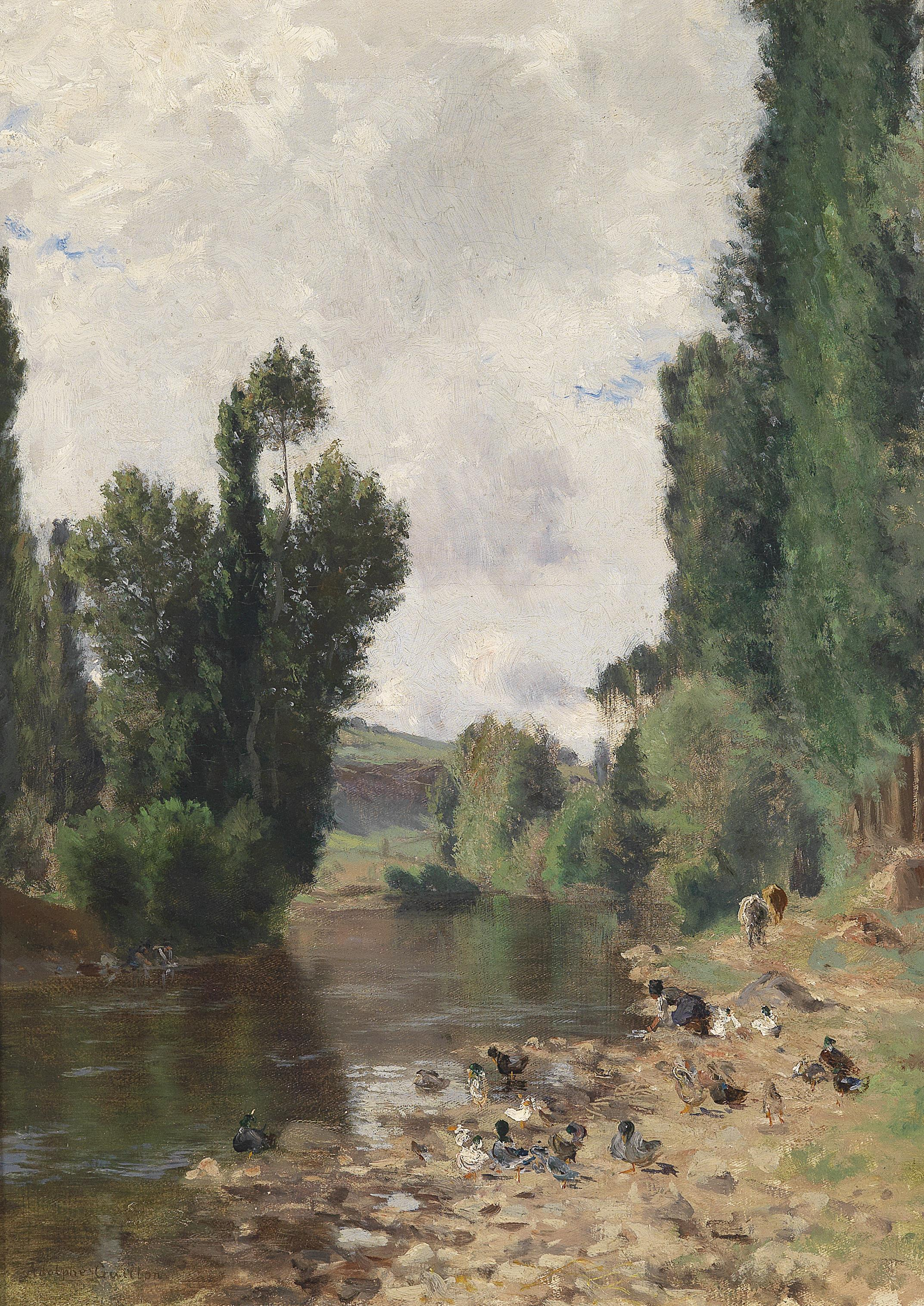
La Toilette des canards.

Élève de Jules Noël et Charles Gleyre à l'École des Beaux- Arts de Paris, Adolphe Guillon a vécu et travaillé à Vézelay dans le département de l'Yonne. Il a fait ses débuts au Salon de Paris en 1863. Il a également exposé à Londres à partir de 1869.